# Македоний Критофаг
Македо́ний Критофа́г (др.-греч. Μακεδόνιος Κριθοφάγος; лат. Macedonius Crithophagus; IV век — начало V века) — христианский сирийский подвижник, иерей, преподобный.
Сведения о жизни Македония сообщает Феодорит Кирский в 13-й главе своей книги «История боголюбцев», лично знавший подвижника. Македоний был сирийцем и разговаривал на сирийском языке. Прозвище Македония — «Критофаг» (др.-греч. Κριθοφάγος) — происходит от слов др.-греч. κρῑθή — «ячмень» и др.-греч. φάγος — «любитель поесть». В пищу Македоний не употреблял ни хлеба, ни бобов, но лишь ячмень, смоченный одной водой; эту пищу долгое время доставляла мать Феодорита Кирского, которая была с ним знакома. Местом своего подвижничества Македоний избрал вершины гор, при этом он не оставался на одном месте, но переходил от одного к другому. Он это делал не потому, что ему не нравились места, но чтобы избежать множества народа, собиравшегося и стекавшегося отовсюду к нему. 45 лет Македоний прожил таким образом, не имея ни хижины, ни палатки, но избирая для своего местопребывания какую-нибудь глубокую пещеру, по этой некоторые прозвали его «Гувван» (др.-греч. Γουββᾶν) — словом, которое в переводе с сирийского языка на греческий означает «пещерное озеро». Достигнув уже глубокой старости, он уступил просьбам многих и построил себе жилище; а затем, по просьбе друзей, жил и в разных домиках, не своих, но чужих. В своём жилище и в этих домиках Македоний прожил еще 25 лет. Его подвижническая жизнь протекала на протяжении семидесяти лет.
Феодорит описывает чистоту и простоту нравов Македония — архиепископ Антиохийский Флавиан узнал о добродетелях Македония и вызвал его с горней вершины под предлогом как будто бы поступившей на него жалобы. Когда Македоний пришёл, то перед началом литургии Флавиан подвёл его к алтарю и рукоположил его в священники. После окончания литургии кто-то объяснил Македонию произошедшее — Македоний теперь стал иереем. Подвижник до этого был в полном неведении относительно произошедшего. Узнав о том, что совершил Флавиан с ним, старец сначала стал браниться и ругать всех присутствующих гневными словами, а затем схватил посох, с которым ходил в старости, и погнался за архиереем Флавианом и за всеми, кто там был, так как он решил, что хиротония лишила его монашеской жизни. Гнев Македония едва смогли укротить некоторые из друзей. Когда же совершился недельный круг и вновь наступил воскресный день, великий Флавиан вновь послал за Македонием, прося старца присоединиться к ним в этот праздничный день. Он же ответил посланным: «Разве вам не достаточно того, что уже случилось, и вы снова хотите сделать меня священником?» Хотя они и говорили, что одного и того же человека нельзя дважды рукоположить, но он не внял их речам и не пришёл. Лишь спустя время, после многократных объяснений друзей, он примирился с происшедшим.
В феврале 387 года, перед началом Великого поста, в Антиохии произошли народные возмущения из-за высоких налогов. Были сброшены статуи императора Феодосия I Великого и членов его семьи, которые проволокли по улицам и разбили. В город для разбирательства сановники императора — Кесарий и Эллебих — уже шли вместе с войском, чтобы исполнить приговор об истреблении города. Македоний сошёл с горы и остановил их на площади. Узнав, что это великий подвижник, сановники соскочили с коней и, прикасаясь к его рукам и коленам, обещали ему безопасность. Македоний попросил их передать царю следующее: «Сам царь — также человек и имеет природу, подобную природе прогневавшим его. Поэтому ему следует соизмерять гнев с природой, а он увлёкся вспышкой этого неумеренного гнева и повелел за свои изображения истребить образы Божии, а за медные статуи осудил на смерть тела. Восстановить и возобновить медные статуи нам легко и просто, но даже царю невозможно возвратить к жизни умерщвлённые тела. И что я говорю о телах? Ведь мы не можем создать даже одного волоска». Всё это Македоний произнёс на сирийском языке. Военачальники же, выслушав при помощи переводчика, были поражены ими и обещали передать всё в точности императору. Жена одного благородного человека впала в болезнь объедения: она съедала каждый день по тридцати птиц. Было истрачено уже много средств для исцеления женщины, опечаленные родственники обратились за помощью к Македонию, человеку Божию. Македонии пришел в их дом, помолился Богу, возложил свою руку на принесённую воду, перекрестил воду и приказал больной выпить воду. После этого женщина получила исцеление, и ей стало достаточно небольшого кусочка птицы, чтобы насытиться. Феодорит описывает чудотворения, совершённые Македонием: он изгнал беса из девушки, после чего сумел уговорить судью помиловать и не казнить колдуна, наславшего беса на девушку; исцелил сумасшедшую Астерию; будучи прозорливым, Македоний предсказал будущее стратегу Лупикину; исцелил мать Феодорита от бесплодия, а затем сохранил её при помощи молитвы от выкидыша (ребёнок в утробе был сам Феодорит). Феодорит много раз удостаивался благословений и наставлений подвижника. Македоний часто, наставляя Феодорита, говорил: «Ты, чадо, родился с большими трудами: много ночей провёл я в молитве о том только, чтобы родителям твоим было ниспослано то, чем они назвали тебя после рождения. Живи же достойно этих трудов. Уже прежде рождения ты, по обету, посвящён Богу, а что посвящено Ему, то должно быть достоуважаемым для всех и неприкосновенным для большинства. Поэтому тебе нельзя внимать порочным движениям души, но делать, говорить и думать ты должен только то, что угодно Богу — Законодателю добродетели».
Македоний был похоронен в одной пещере вместе с телами Иулиана, Афраата, Феодосия.